# Psytronix
Psytronix est un groupe de heavy metal français, originaire de Périgueux, en Nouvelle-Aquitaine. Le groupe cesse toute activité en 2006.

## Biographie
Le groupe est initialement formé en 1998 par Arno Cormann (ex- Hidden Side) et Fred Villeneuve (ex- Mercure), sous le nom de Millennium. Sous ce nom, le groupe ne publie qu'une seule démo : From Imaginary to Reality,. En 1999, le groupe change de nom et devient Psytronix. Concernant le nom du groupe, Arno Cormann explique que « le nom m'a traversé la tête, je n'étais pas encore passionné par la psychologie mais inconsciemment, ça a dû jouer. J'ai même hésité entre Psycronix et Epsylon. Pour le premier, ça me faisait trop penser à une marque de bière et le deuxième sonnait trop vieux groupe français des 80's ! (rires). » Sous ce nom, ils publient un premier album intitulé Gone with the Time sur le label Brennus Music. 
Après de multiples changements de musiciens, Psytronix semble se stabiliser avec l'album Servilization mais très vite, des divergences naissent et un nouveau changement de formation se produit. En les personnes de David Devone et Xavier Deroma, Psytronix retrouve un second souffle et enregistre en 2005, un EP intitulé Success of a Renewal ?, une question que se pose le groupe à lui-même, une interrogation permanente qui permet de remettre continuellement en question la direction musicale que prend le groupe. La charte graphique de cet opus est un clin d'œil à L'Étrange Noël de Monsieur Jack de Henry Selick. 
Le groupe prend la décision d'arrêter en 2006 et l'année suivante, les quatre musiciens créent un nouveau projet intitulé Juice Of Miranda (2007-2010), aux influences plus rock et moins typées metal.

## Style musical
Selon Arno Cormann, le style musical de Psytronix se caractérise par « un mix entre le rock et le metal avec quelques sonorités 70's. Nos inspirations sont tellement diverses qu'il me paraît très difficile d'être concis. Autant je suis très influencé par les groupes des années 70 tels que Led Zeppelin, Supertramp ou encore Rush, autant j'adore Alice in Chains, Soundgarden, Skunk Anansie, etc. Les autres membres du groupe ont eu un parcours différent mais le métal est a priori le seul genre de musique que nous partageons tous. »

## Membres
- Arno Cormann - chant, guitare
- Xavier Deroma - basse
- David Devone - guitare, chœurs
- Lyle Monterrey - batterie

## Discographie
- 2000 : Gone with the Time
- 2002 : Servilization
- 2005 : Success of a Renewal ?
- 2006 : Live Renewal